# 卡洛·羅辛
卡洛·羅辛（英語：Carol Sue Rosin，1944年3月29日—）是美國的一名前航空製造企業高管，演說家和未來學家，在1970年代擔任過仙童工業的公司經理。她致力於反對太空武器化。

## 生平
出生於德拉瓦州威爾明頓。從德拉瓦大學畢業。
1974年到1977年間，在仙童工業擔任公司經理。同時也在知名火箭科學家華納·馮·布朗生前的最後幾年內擔任他的發言人。
1983年，羅辛創立了「外太空安全與合作研究所」（Institute for Security and Cooperation in Outer Space，ISCOS），倡導太空非武器化，其顧問委員會成員包括演員艾倫·鮑絲汀、科幻作家以撒·艾西莫夫和聯邦參議員克萊博恩·裴爾等八十多人。2001年，羅辛創立了「太空合作研究所」（Institute for Cooperation in Space，ICIS），以接續她在1983年創立的「外太空安全與合作研究所」。
2001年5月，羅辛在史蒂芬·格里爾博士於華府國家新聞俱樂部招開的記者會上作證，談及華納·馮·布朗生前對她的警告：「我們將不得不建造針對外星人的太空武器，而這一切都是基於謊言」。
羅辛還是地球和平與緊急行動聯盟的執行董事，國際教育工作者爭取世界和平協會的世界和平大使。

## 外部連結
- 卡洛·羅辛在互联网电影资料库（IMDb）上的資料（英文）
- 太空合作研究所官網 （页面存档备份，存于） （英文）